# Banho público

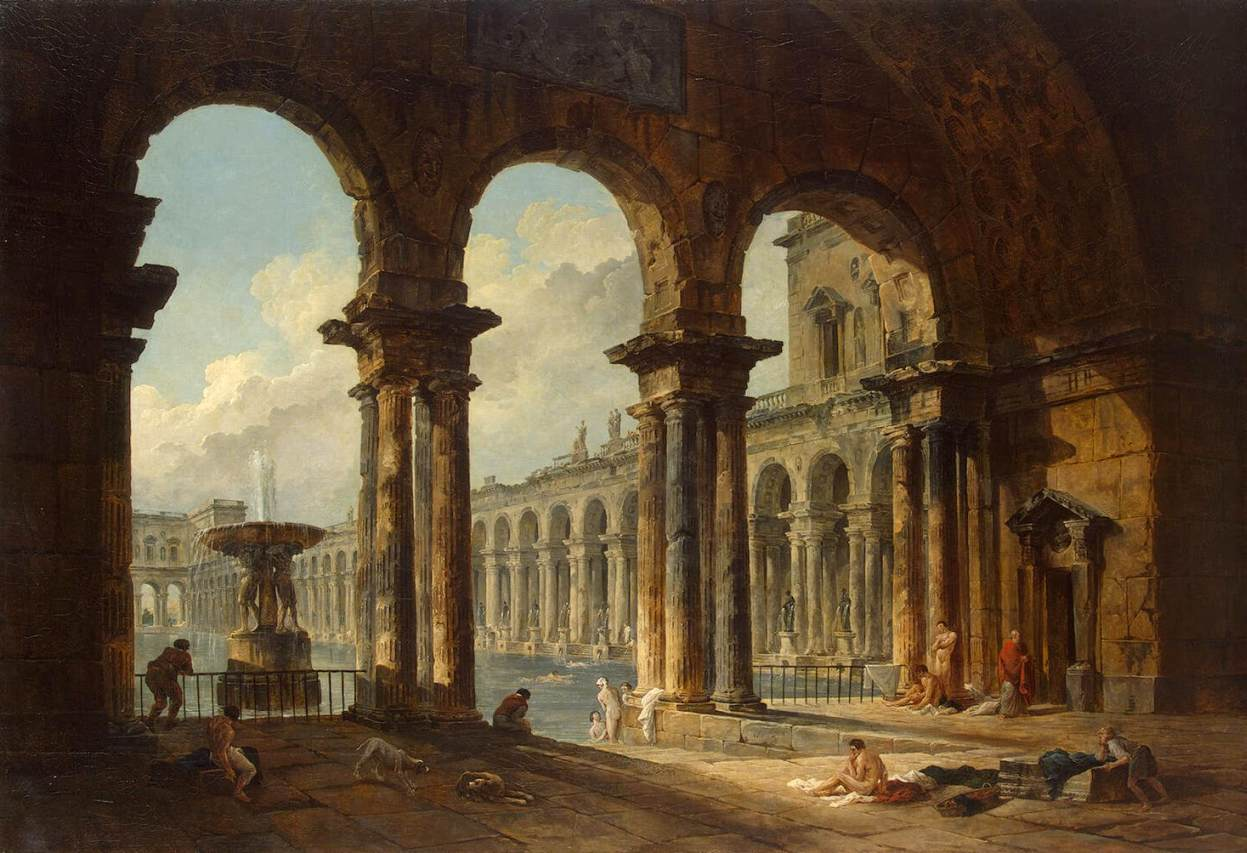
Ruínas antigas usadas como banhos públicos, de Hubert Robert (1798)

Banhos públicos originaram-se de uma necessidade comunitária de higiene. O termo "público" não deve ser confundido com "livre", pois alguns tipos de banhos públicos eram fechados, com entrada restrita a associação, gênero, afiliação religiosa, entre outros. Como as sociedades mudaram, banhos públicos foram substituídos como instalações de banho privadas. Os banhos públicos tornaram-se também incorporada no sistema social como pontos de encontro. Como o título sugere para banhar-se não se refere apenas ao banho. Nos tempos antigos, banhar-se incluía saunas, massagens e terapias de relaxamento. Os membros da sociedade considerada como um lugar para se reunir e socializar. Banhar-se poderia ser comparado ao spa dos tempos modernos.

## Culturas e países

### Civilização do Vale do Indo

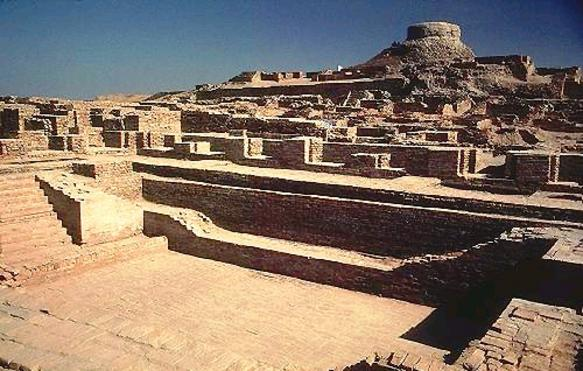
Grande Banho de Moenjodaro no Paquistão.

Os primeiros banhos públicos são encontrados nas ruínas no da Civilização do Vale do Indo. De acordo com John Keay, o "Grande Banho" de Moenjodaro, no atual Paquistão era do tamanho de "uma modesta piscina municipal", completa com escadas que levam até a água em cada uma de suas extremidades.

### Roma

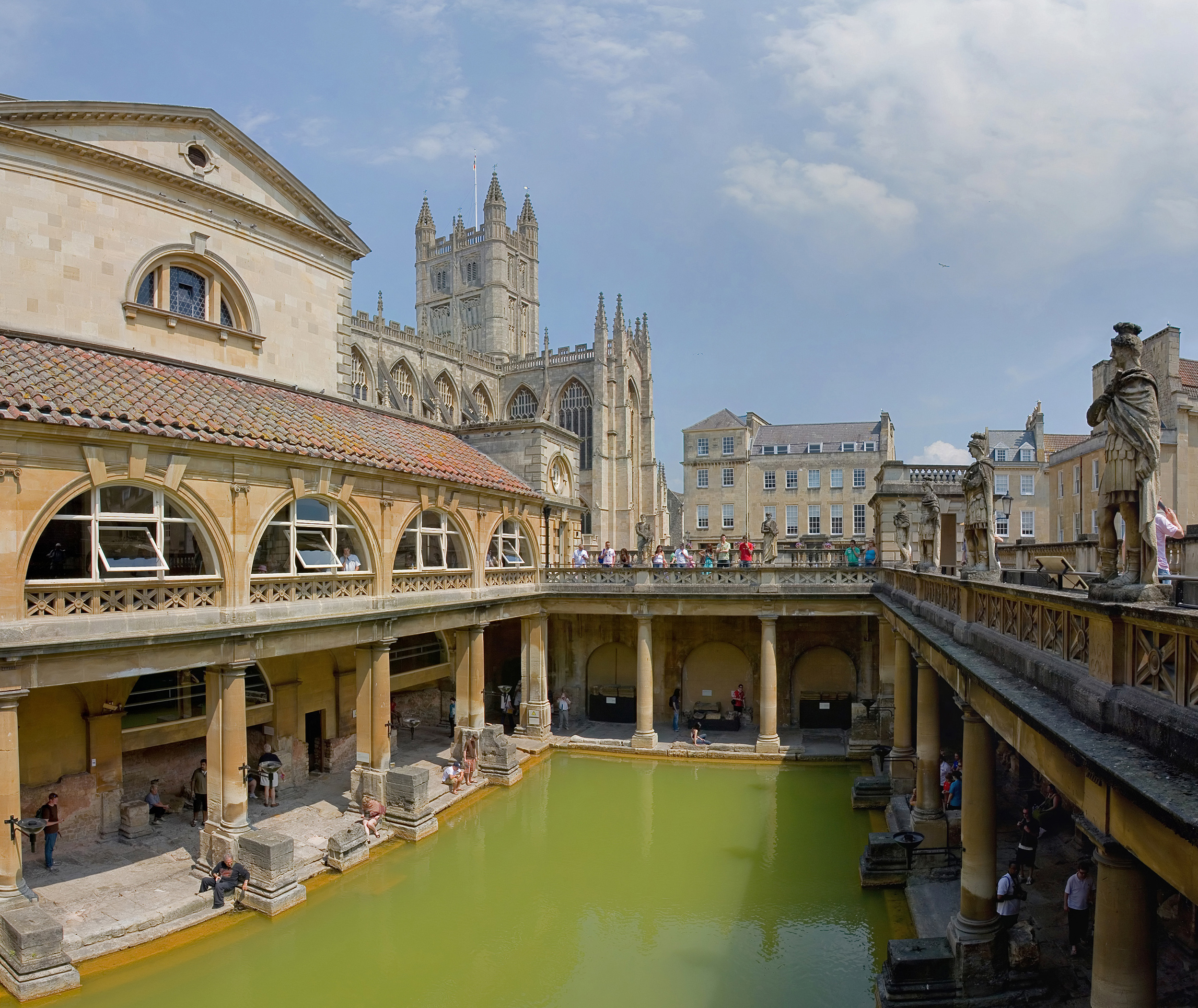
Banho público romano em Bath, Somerset, Inglaterra.

Os banhos para relaxamento eram uma característica comum nas cidades romanas em todo o império. Os enormes complexos de banho incluíam uma grande diversidade de ambientes, oferecendo diferentes temperaturas e instalações como piscinas e lugares para ler, relaxar e socializar. Os banhos romanos, com sua necessidade de grandes espaços abertos, também foram fatores importantes na evolução da arquitetura que oferecem as primeiras estruturas de cúpula na arquitetura clássica.

### Japão
A origem do banho japonês é o Misogi, um ritual de purificação com água. Mais tarde o Japão importou a cultura budista, muitos templos tinha saunas, que estavam disponíveis para qualquer um usar gratuitamente.
No período Heian, as casas de famílias proeminentes, tais como as famílias dos nobres da corte ou samurai, tinha banheiros. O banho tinha perdido o seu significado religioso e tornou-se, em vez disso um lazer. Misogi tornou Gyōzui, tomar banho em uma banheira de madeira rasa.

### Império Otomano
Durante o Império Otomano os banhos públicos foram amplamente utilizados. Os banhos tinham tanto uma origem religiosa quanto popular a partir do Alcorão (ritual da ablução) e o uso de saunas pelos turcos. Os banhos turcos também conhecido como o Hammam, eram considerados um lugar para reunião social na Cultura Turca.

## Banhos públicos na era moderna

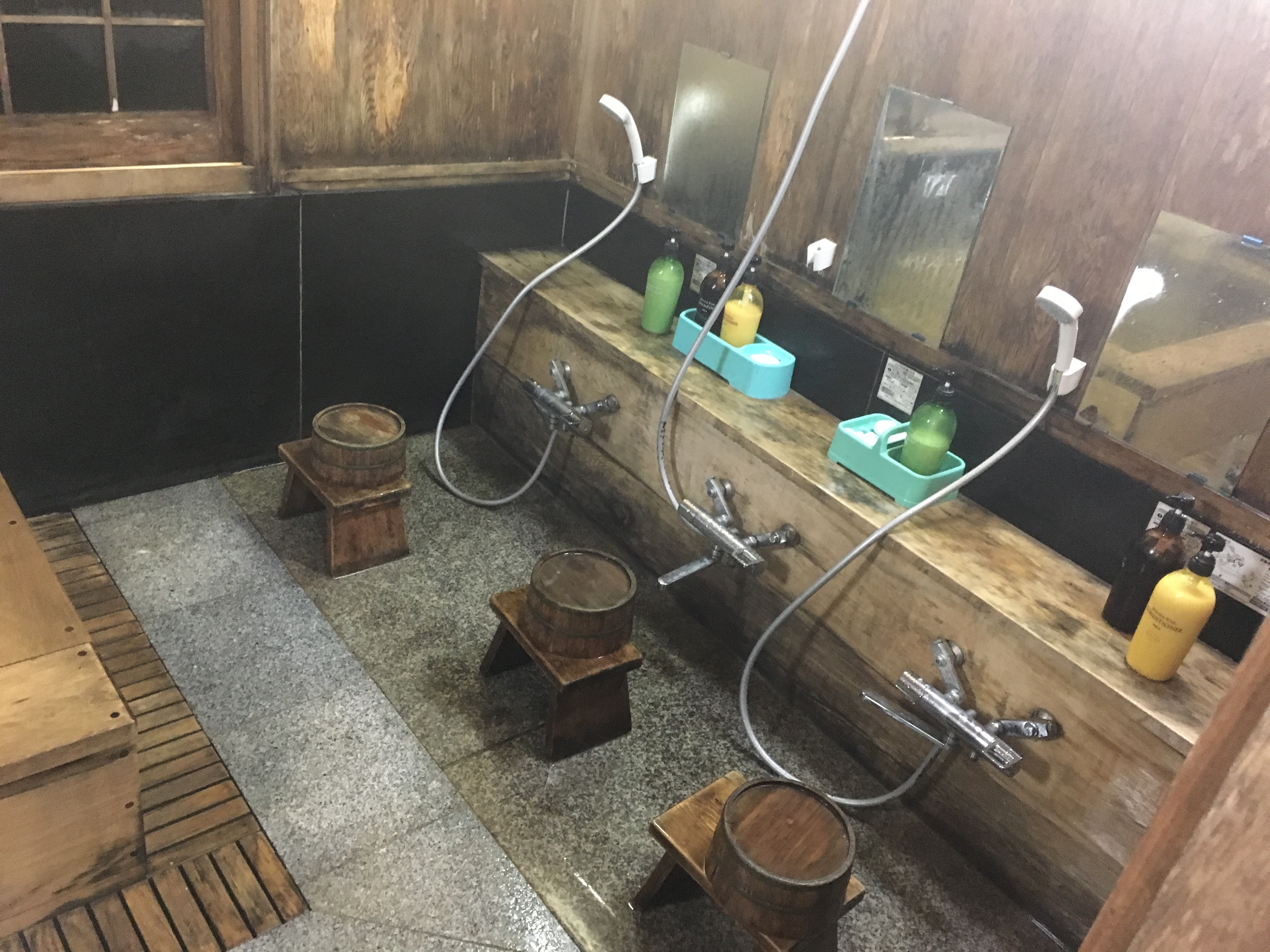
Sentō no Japão.

A popularidade das casas de banhos foi estimulada pelo interesse do jornal em Kitty Wilkinson, uma imigrante "esposa de um trabalhador" irlandês que ficou conhecida como a  Santa da Favela. Em 1832, durante uma epidemia de cólera, Wilkinson tomou a iniciativa de oferecer o uso de sua casa e quintal de vizinhos para lavar as roupas das pessoas, a um custo de um centavo por semana, e mostrou-lhes como usar um cloro. Ela foi apoiada pelo Distrito da Providência Social e William Rathbone. Em 1842, Wilkinson foi nomeada superintendente de banhos.
Em 1896, mais de 200 municipalidades nas Ilhas britânicas mantinham banhos públicos, esses estabelecimentos eram grandes, bonitos e caros, como por exemplo o Hornsey Road Baths erguido em 1892 em Islington, Londres.
No Brasil, existem propostas de lei e estabelecimentos comerciais que dispõem de chuveiros ou salas de banho para quem estiver usando bicicletas como meio de transporte.
Em Tóquio, o aeroporto dispõe de banhos por 500 ienes através de clubes de companhias aéreas.